# Start Something
Albums de Lostprophets
Thefakesoundofprogress
(2001) Liberation Transmission
(2006)
Start Something est le deuxième album du groupe britannique Lostprophets.
Il est sorti en 2004.
Cet album a permis au groupe d'étendre son succès jusqu'aux États-Unis. 

## Liste des chansons
1. We Still Kill The Old Way - 4:20
2. To Hell We Ride - 3:40
3. Last Train Home - 4:35
4. Wake Up / Make A Move - 3:56
5. Burn Burn - 3:36
6. I Don't Know - 3:57
7. Hello Again - 4:56
8. Goodbye Tonight - 3:54
9. Start Something - 3:26
10. A Million Miles - 4:32
11. Last Summer - 4:07
12. We Are Godzilla You Are Japan - 4:05
13. Sway... - 10:24
14. Lucky You (titre bonus présent sur la version japonaise de l'album)

## Singles
| Date de sortie | Titre                   |
| Novembre 2003  | "Burn Burn"             |
| Janvier 2004   | "Last Train Home"       |
| Mai 2004       | "Wake Up / Make a Move" |
| Août 2004      | "Last Summer"           |
| Novembre 2004  | "Goodbye Tonight"       |

## Certifications
| Pays              | Certification |
| ----------------- | ------------- |
| États-Unis (RIAA) | Or            |
| Royaume-Uni (BPI) | Platine       |